# U-190
 U-190  — немецкая подводная лодка типа IXC/40, времён Второй мировой войны. 
Заказ на постройку субмарины был отдан 4 ноября 1940 года. Лодка была заложена на верфи судостроительной компании «АГ Везер» в Бремене 7 октября 1941 года под строительным номером 1036, спущена на воду 8 июня 1942 года, 24 сентября 1942 года под командованием капитан-лейтенанта Макса Винтермайера вошла в состав учебной 4-й флотилии. 1 марта 1943 года вошла в состав 2-й флотилии. В августе 1944 года лодку оснастили шноркелем. 1 октября 1944 года U-190 вошла в состав 33-й флотилии. Лодка совершила 6 боевых походов, потопив одно судно (7 015 брт) и один военный корабль (590 т). 12 мая 1945 года лодка прекратила боевые действия, сдавшись союзникам у Ньюфаундленда. В июне лодка была отправлена в Сент-Джон, а затем — в Галифакс, Канада. После этого U-190 использовалась для проведения испытаний и была потоплена 21 октября 1947 года вблизи Новой Шотландии от бомб и артиллерийского огня с канадского эсминца HMCS Nootka (R96), канадского тральщика HMCS New Liskeard и нескольких самолётов.
U-190 была оснащена шноркелем.